# David Erskine, 13. Earl of Buchan
David Stuart Erskine, 13. Earl of Buchan (* 6. November 1815; † 3. Dezember 1898 in Gloucester House, Shepperton on Thames), war ein schottischer Adliger.

## Leben
Sein Vater war Henry David Erskine, 12. Earl of Buchan; seine Mutter war Elizabeth Cole, Tochter des Charles Shipley, Brigadegeneral und Gouverneur von Grenada. Mit dem Tod seines Vaters erbte er dessen Titel Earl of Buchan, Lord Auchterhouse und Lord Cardross.
In jungen Jahren verdiente David Stuart sein Geld als Jockey; in seiner Zeit als Earl übte er die Funktion als Deputy Lieutenant von Linlithgowshire aus.
Obwohl er bereits 1872 all seine Besitzungen in Linlithgow gegen die Zahlung einer jährlichen Summe von 500 £ seinem Sohn überschrieben hatte und diese Zahlungen auch regelmäßig erhielt, musste er 1894 wegen einer Summe von 388 £ seinen Bankrott erklären.
David Stuart konvertierte kurz vor seinem Tod zum römisch-katholischen Glauben; er wurde an seinem Sterbeort beigesetzt.
Er war zweimal verheiratet. Aus der ersten Ehe, geschlossen am 27. April 1849 mit Agnes Graham, Tochter des James Smith, stammten zwei Söhne; Shipley Gordon Stuart, Erbe und späterer 14. Earl, sowie Albany Mar Stuart. Ein dritter Sohn verstarb als Kleinkind. Die zweite Ehe wurde am 17. Juli 1876 mit Maria, Tochter des William James, geschlossen, diese Ehe blieb kinderlos.